# Paardantilopen
De paardantilopen (Hippotraginae) zijn een onderfamilie uit de familie der holhoornigen (Bovidae). De paardantilopen komen voornamelijk voor in de drogere streken van Afrika en Arabië. Tot deze onderfamilie behoren de oryxen (Oryx), de sabelantilopen (Hippotragus) en de addax (Addax).
Het zijn allen grote dieren met lange, slanke, rechte of lichtgekromde hoorns en grote, brede oren. De hoeven zijn groot, met goed ontwikkelde voetklieren. Vrouwtjes worden ietwat kleiner en lichter dan mannetjes. Ze zijn meestal dunbehaard, met een zwarte, witte en/of bruine kleur. Veel soorten hebben een gestreepte of gevlekte gezichtstekening.
Vrouwtjes leven in kleine, zeer stabiele groepen van vijf tot vijfentwintig dieren, in zeer uitgestrekte woongebieden. Waarschijnlijk hebben vrouwtjes zulke lange hoorns om onverwante vrouwtjes bij de groep en bij voedselbronnen weg te houden. Meestal trekt er een mannetje mee met de vrouwtjes, die de groep verdedigt tegen andere mannetjes. Jonge dieren zijn bijzonder speels en besteden een groot gedeelte van de dag met schijngevechten en korte sprintjes.
Paardantilopen leven voornamelijk van taaiere grassen, soms aangevuld met peulvruchten, knollen en wilde meloenen.
Ze zijn beter aangepast aan het leven in de drogere streken van Afrika dan de meeste andere antilopen. Één soort, de Arabische oryx (Oryx leucoryx) kwam vroeger voor op het Arabisch schiereiland.
Doordat de paardantilopen groot zijn, in kleine bevolkingsdichtheden in uitgestrekte woongebieden leven en zich langzaam voortplanten, zijn paardantilopen gevoelig voor overbejaging, en veel soorten worden ernstig bedreigd. Één soort, de Kaapse blauwbok (Hippotragus leucophaeus) is rond 1800 uitgestorven. De laatste wilde Arabische oryx (Oryx leucoryx) stierf in de jaren zeventig, maar door een fokprogramma in dierentuinen is deze soort voorlopig van de ondergang gered, en er zijn weer dieren in het wild uitgezet. De twee Saharabewoners, de addax (Addax nasomaculatus) en de algazel (Oryx dammah) worden ernstig bedreigd, en komen in het wild nog maar in zeer kleine hoeveelheden voor.

## Classificatie
Tegenwoordig leven er nog zes of zeven soorten in drie geslachten. De beisa wordt soms als een ondersoort van de gemsbok gezien.
- Onderfamilie Hippotraginae (Paardantilopen)
  - Geslacht Addax
    - Addax (Addax nasomaculatus)

  - Geslacht Hippotragus (Sabelantilopen)
    - Roanantilope, paardantilope of basterdgemsbok (Hippotragus equinus)
    - Blauwbok (Hippotragus leucophaeus) †
    - Zwarte paardantilope of sabelantilope (Hippotragus niger)

  - Geslacht Oryx (Oryxen)
    - Beisa (Oryx beisa)
    - Algazel of sabelantilope (Oryx dammah)
    - Gemsbok (Oryx gazella)
    - Arabische oryx (Oryx leucoryx)